# Lissochlora cushiensis
Lissochlora cushiensis là một loài bướm đêm trong họ Geometridae.